# Bandundu Water Jazz Band

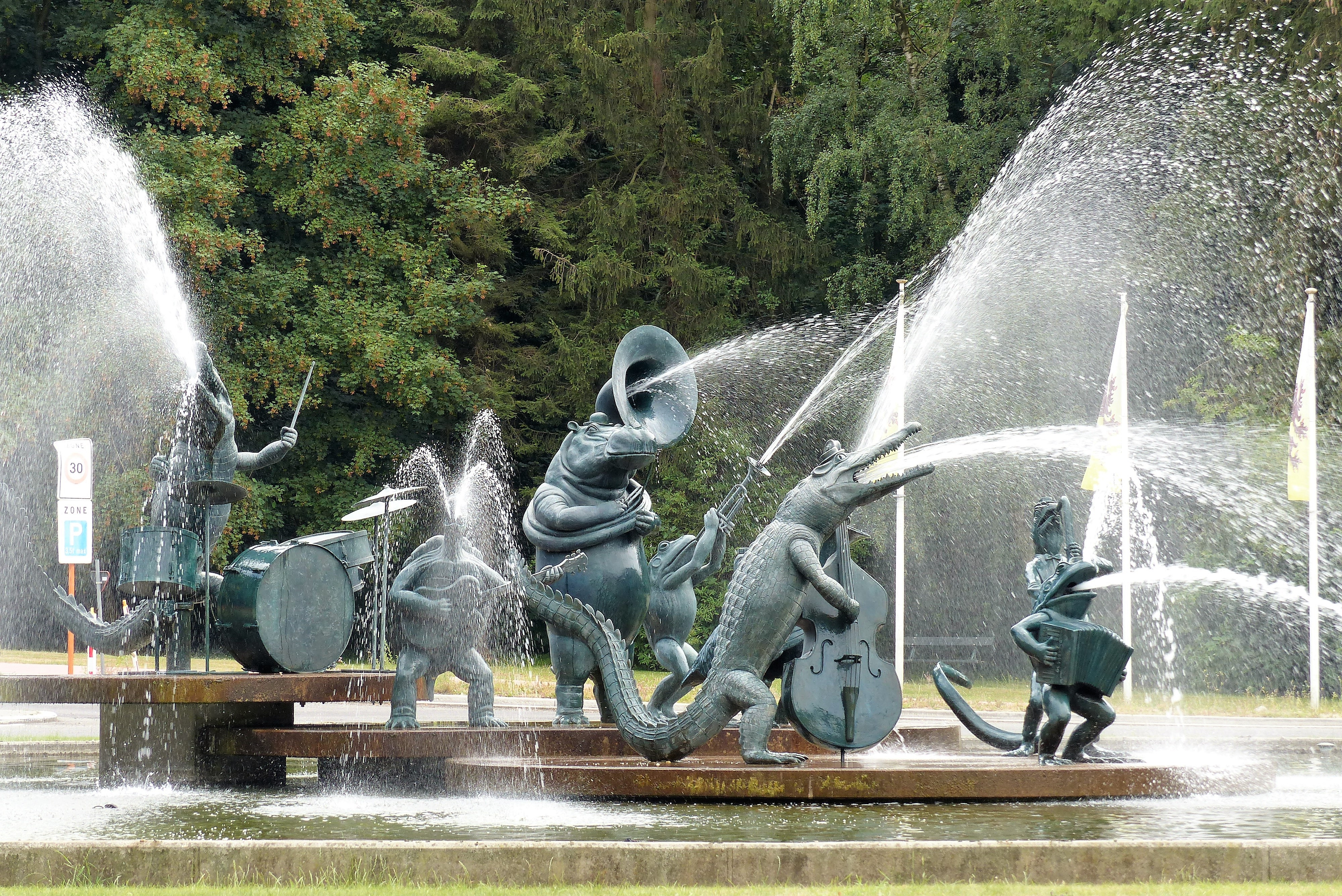
Bandundu Water Jazz Band

Bandundu Water Jazz Band is een kunstwerk in de Belgische gemeente Tervuren in de provincie Vlaams-Brabant. Het beeld werd gemaakt in 2005 door de Belgische beeldhouwer Tom Frantzen.

## Voorstelling
Tom Frantzen gebruikte de rotonde voor het maken van een cirkelspel waaraan de automobilisten deelnemen. Het doel van het kunstwerk is het vertegenwoordigen van Tervuren. Om haar bezoekers en voorbijgangers te ontvangen, laat Frantzen de jazzband van Afrikaanse waterdieren in het Koninklijk Museum voor Midden-Afrika uitkomen. De kikkers spelen de accordeon en de trompet, de krokodillen de contrabas en de drum en een nijlpaard de tuba. De cirkels in beton zijn ontworpen volgens de structuur van waterleliebladeren en zien eruit als een draaiende grammofoonplaat. De waterstralen vormen een chaotisch ritme van halve cirkels.

## Kenmerken
Tom Frantzen werkt meestal in het brons in een uitgesproken figuratief ader, maar met een gevoel voor humor en een aardsheid die soms doet denken aan Jheronimus Bosch of Pieter Bruegel de Oude. Hij houdt ervan om inspiratie te putten uit de wereld der dieren om groepen vol fantasie en ritme samen te stellen. Frantzen zorgt ervoor dat zijn beelden volledig integreren in de omgeving.